# Sobanice
Sobanice (prononciation : [sɔbaˈnit͡sɛ]) est un village polonais de la gmina de Naruszewo dans le powiat de Płońsk de la voïvodie de Mazovie dans le centre-est de la Pologne.
Il se situe à environ 18 kilomètres au sud de Płońsk (siège du powiat) et à 58 kilomètres au nord-ouest de Varsovie (capitale de la Pologne).

## Histoire
De 1975 à 1998, le village appartenait administrativement à la voïvodie de Ciechanów.